# Rivière Lavallée
Rivière Lavallée är ett vattendrag i Kanada.   Det ligger i provinsen Québec, i den sydöstra delen av landet, 300 km nordväst om huvudstaden Ottawa.
Omgivningarna runt Rivière Lavallée är en mosaik av jordbruksmark och naturlig växtlighet. Runt Rivière Lavallée är det mycket glesbefolkat, med 3 invånare per kvadratkilometer.